# Mijaíl Mikeshin
Mijaíl Ósipovich Mikeshin (del ruso: Михаил Осипович Микешин); Roslavl, 9 de febrerojul./ 21 de febrero de 1835greg. – San Petersburgo, 19 de enerojul./ 31 de enero de 1896greg. fue en escultor y pintor ruso que trabajó frecuentemente al servicio de la dinastía Romanov y diseñó una gran cantidad de monumentos y estatuas para las grandes ciudades del Imperio ruso.

## Biografía
Estudió entre 1852 y 1858 en la Academia Imperial de las Artes de San Petersburgo, tomando clases con maestros de la talla de Bogdán Villevalde. Sus diseños con motivos patrióticos de ese periodo, de influencia romántica, le valieron numerosos premios académicos y la simpatía de la familia del zar Alejandro II, y fue contratado para dar clases de pintura y dibujo a los miembros de la familia real. 

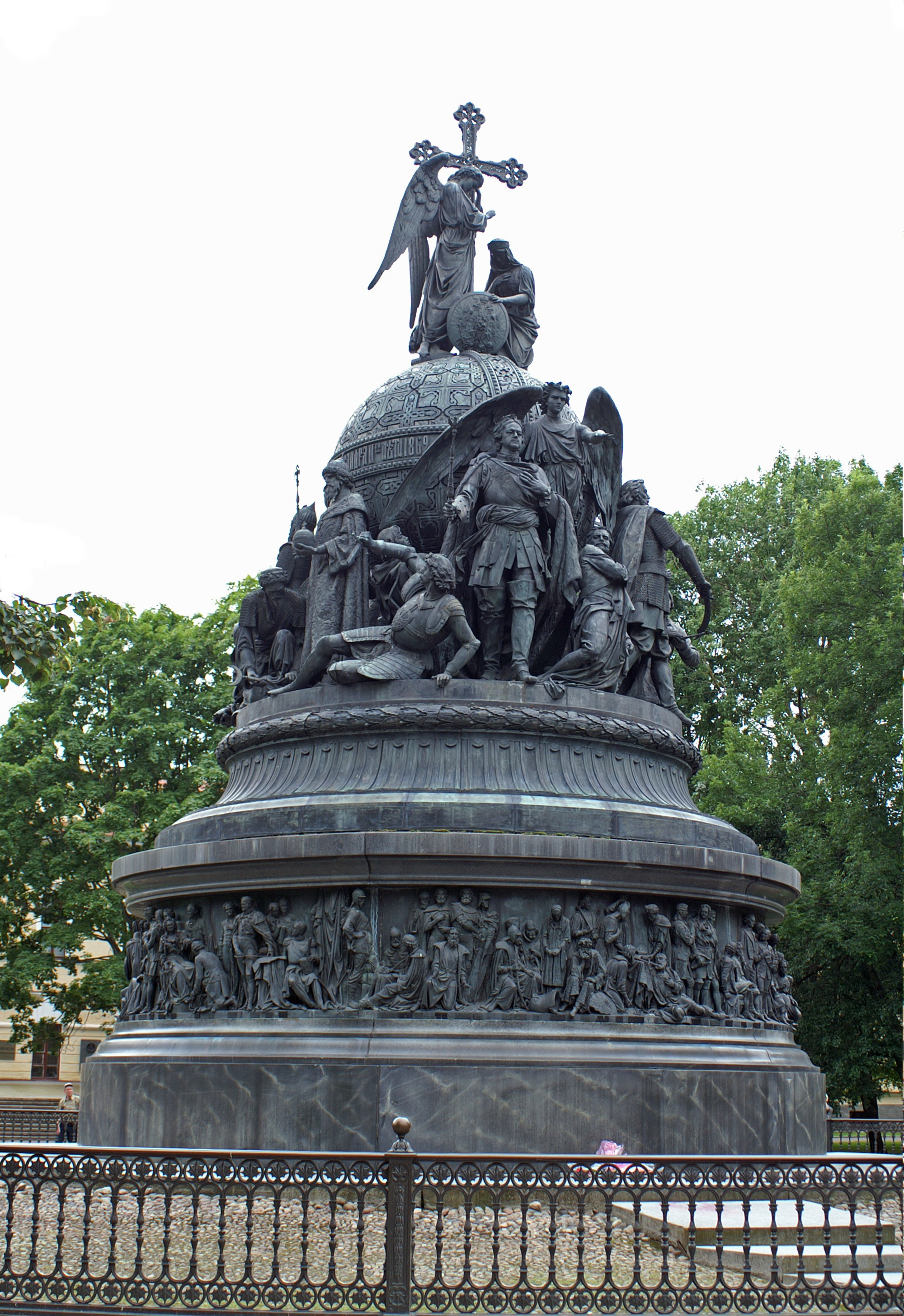
El monumento Milenario de Rusia en Nóvgorod

Recién graduado de la academia y con poca experiencia en el área escultórica, decide participar en el concurso del año 1859 para el diseño del monumento conmemorativo de los mil años de la fundación del Estado ruso, el Milenario de Rusia, de la ciudad de Nóvgorod. Resultó elegido para sorpresa de todos y, haciendo gala de una gran capacidad organizativa, convocó a dos experimentadas personas a su lado: el escultor Iván Shréder (que trabajó como coautor) y el arquitecto Víktor Hartmann. Para la creación del monumento tenían que rendir tributo tanto a la historia rusa como a los mandatarios de la casa reinante. Su creación refleja la transición artística de esa época: del neoclasicismo al realismo. La inauguración del monumento ocurrió el 8 de septiembre de 1862.
Por este monumento, Mikeshin fue condecorado con la Orden de San Vladimiro, haciéndose popular y obteniendo muchos encargos, principalmente obras escultóricas. Llegó a convertirse en uno de los escultores más llamados por el zar Alejandro II para decorar las ciudades con esculturas de personajes eminentes o monumentos de acontecimientos importantes. Sus obras muestran un estilo pronunciadamente patriótico, combinado con elementos autocráticos, folclóricos y de la Iglesia ortodoxa. Algunos monumentos representativos de su estilo son: la estatua de Kuzmá Minin y Dmitri Pozharski en Nizhni Nóvgorod, de Alexéi Greig en Nikoláyev (actual Mykolaiv en Ucrania) y del propio Alejandro II en Rostov del Don.
Pocos monumentos de Mikeshin sobrevivieron a la era de Unión Soviética. Entre estos se encuentran el monumento a Catalina la Grande en San Petersburgo, a Bohdán Jmelnytsky en Kiev y a Yermak en Novocherkask. Además realizó algunas obras para monarquías extranjeras, como la estatua de Pedro IV en Lisboa.
Entre los años 1876 y 1878 Mikeshin fue el editor de la revista de sátira Pchela (La abeja), en la que publicó caricaturas e ilustraciones a las obras de Nikolái Gógol, Aleksandr Pushkin y Tarás Shevchenko.
En conmemoración del 150.º aniversario de su nacimiento, la ciudad de Smolensk erigió un monumento a su nombre en 1985.

## Obras

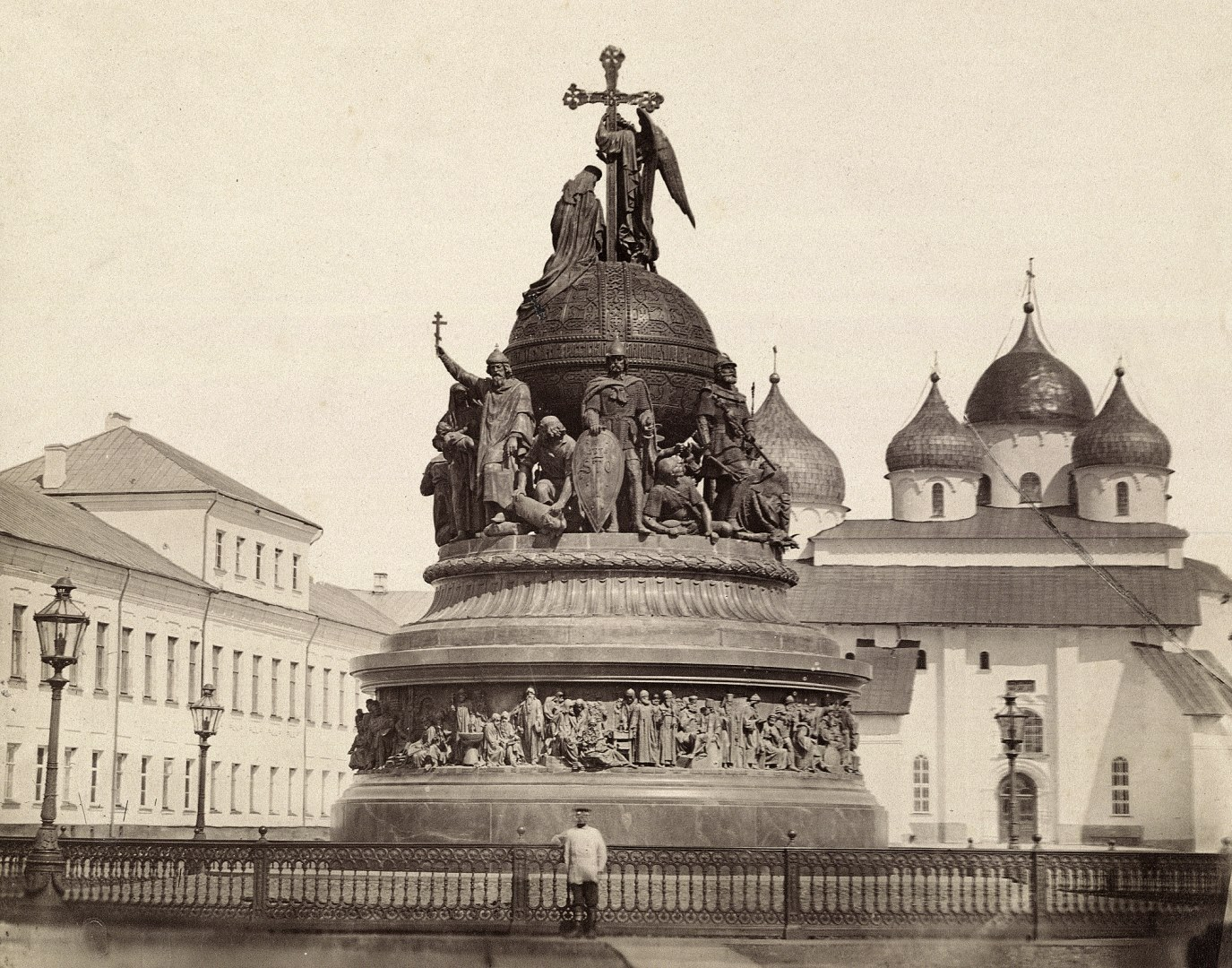
Monumento al Milenio de Rusia  en Veliki Nóvgorod (1862) (foto 1862/64)
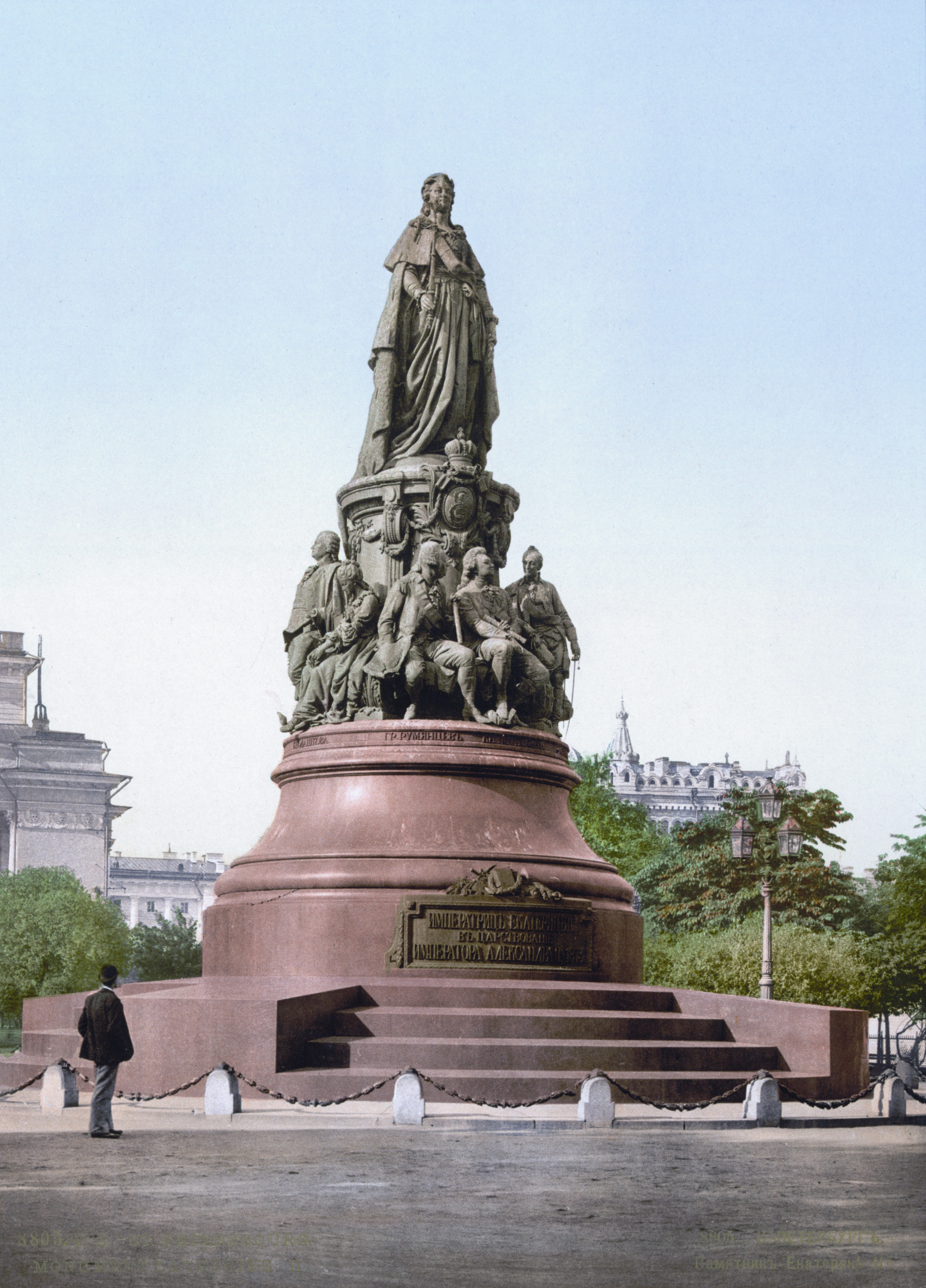
Monumento a Catalina II en San Petersburgo (1873) (foto 1896/97)
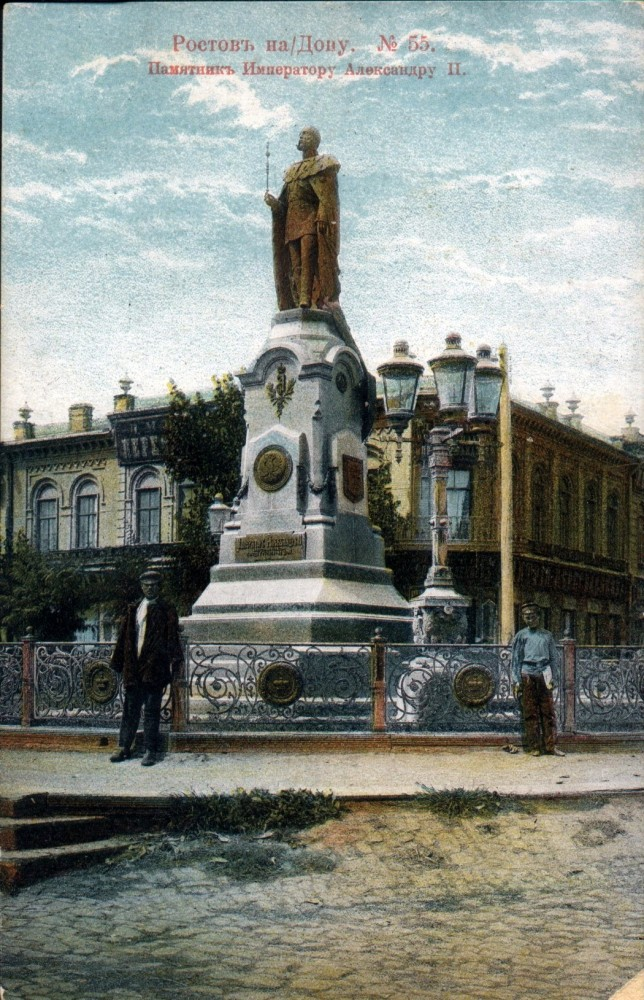
Monumento a Alejandro II en Rostov del Don (1890) (foto 1900/03)
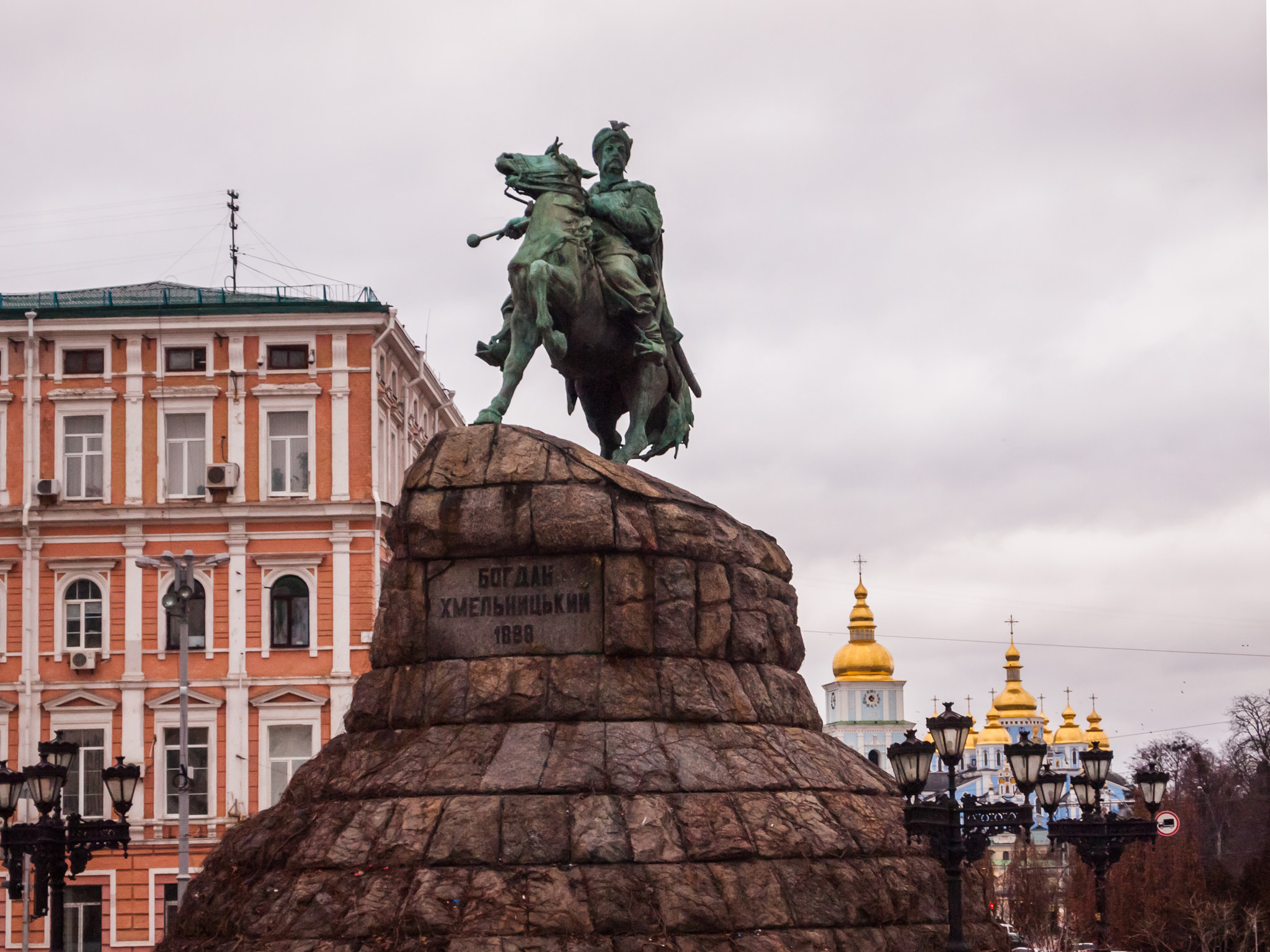
Monumento a Bohdan Khmelnitsky en Kiev (1888) (foto 2018)

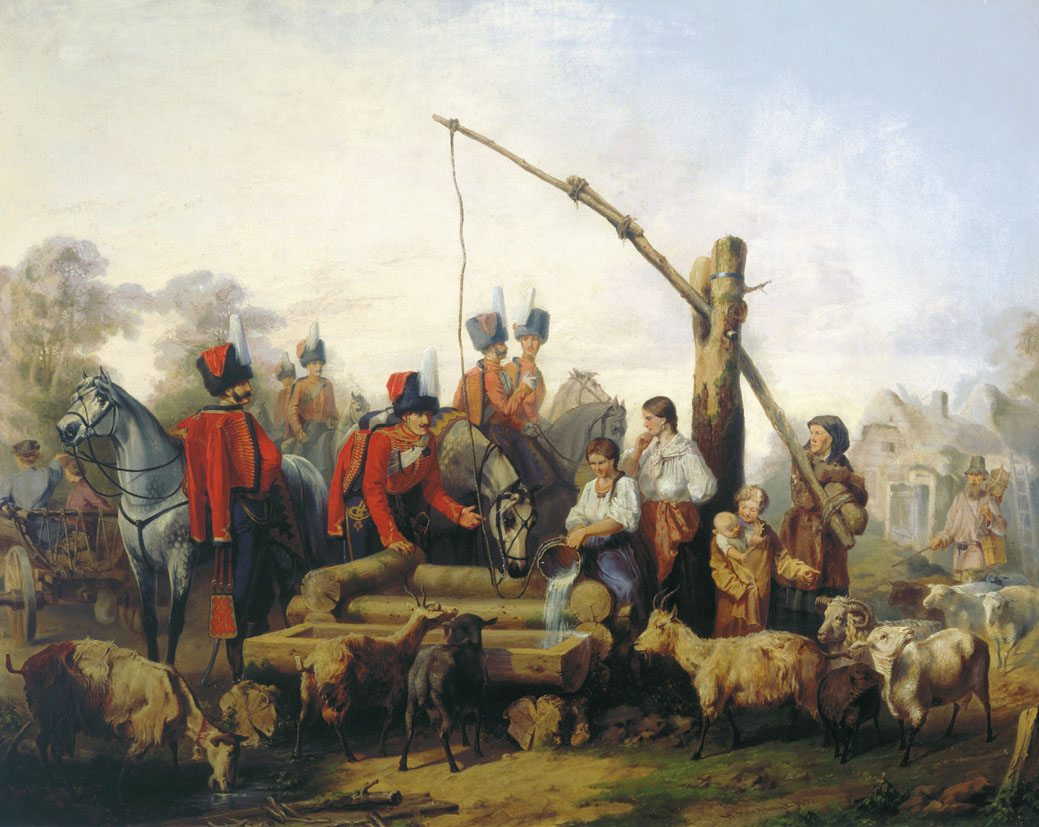
Vida de húsares dando de beber a los caballos (1853)
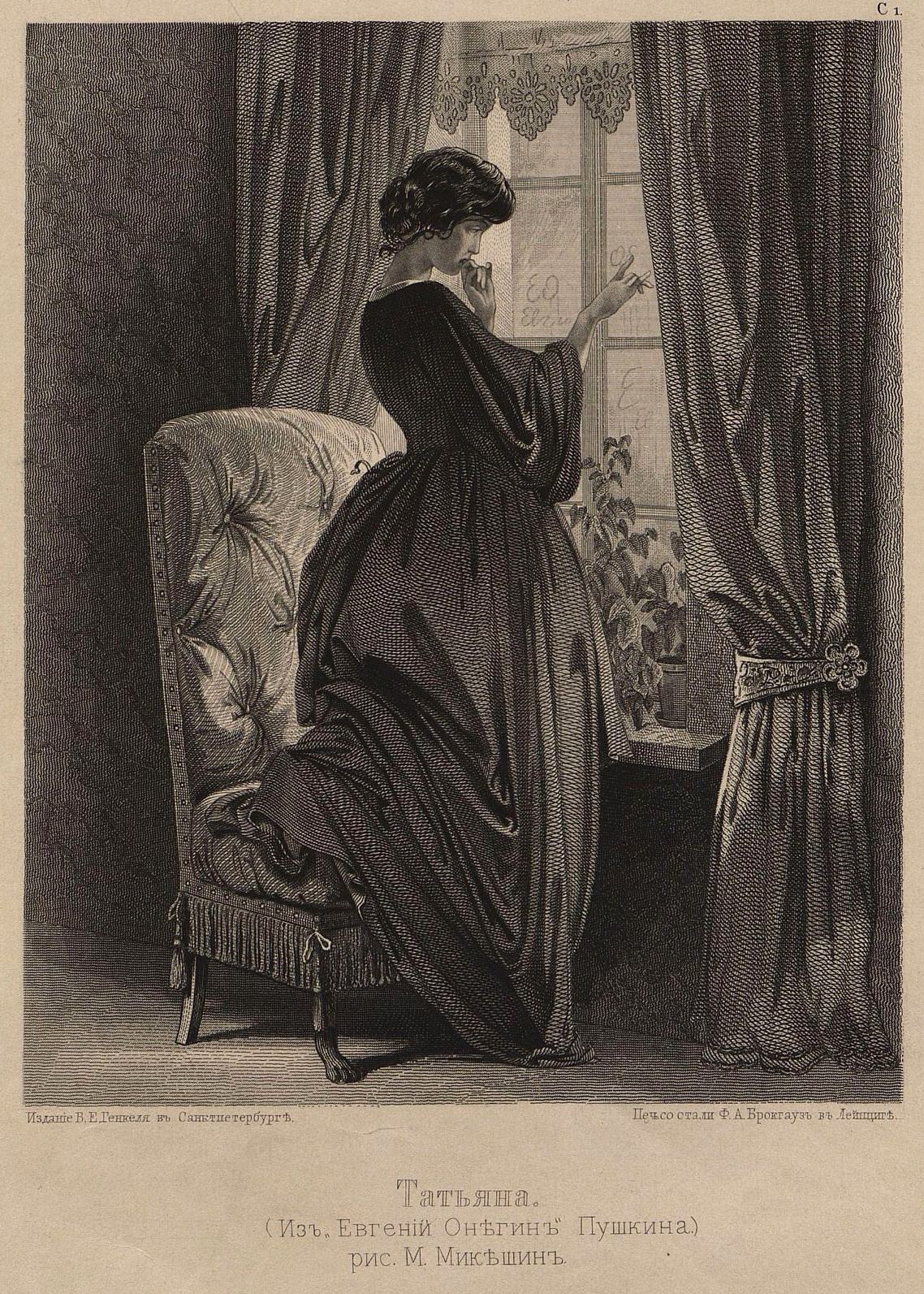
Tatiana (ilustración de “Eugene Onegin”) (c. 1862-1865)
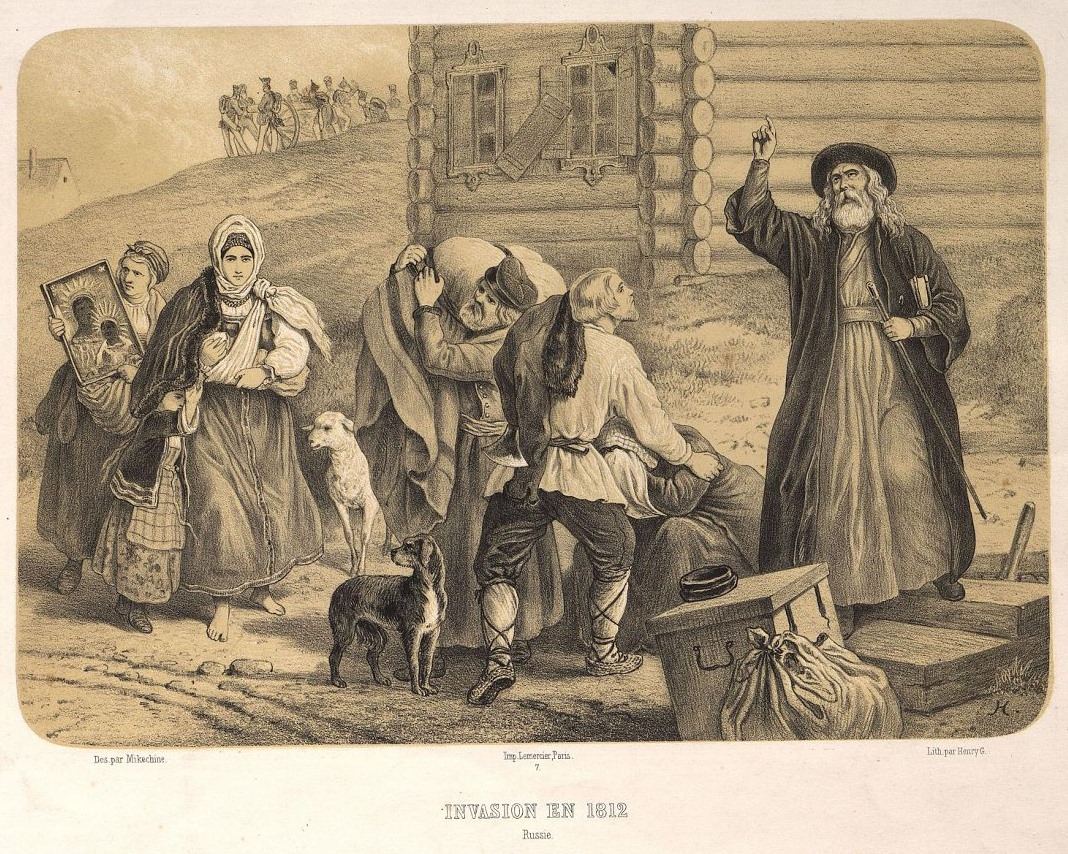
La invasión de Rusia por Napoleón (campesinos que huyen en medio de rumores de una invasión), década de 1850 (1883)
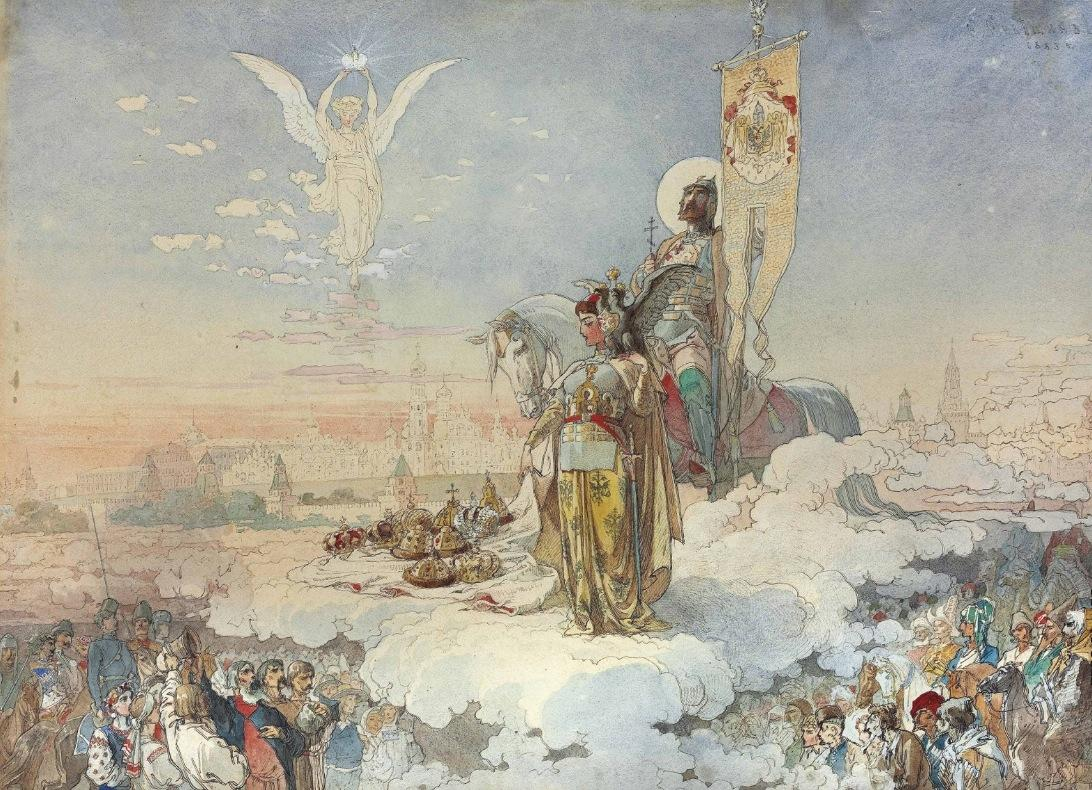
Coronación de Alejandro III  (1883)